# Кет Греъм
Катерина „Кет“ Александра Греъм е актриса, певица, танцьорка и модел от швейцарски произход. Най-известна е с ролята си на Бони Бенет в сериала „Дневниците на вампира“.

## Ранен живот
Катерина Греъм е родена в Женева, Швейцария, и е израснала в Лос Анджелис, Калифорния. Баща ѝ, Джоузеф, е от американско-либерийски произход, а майка ѝ, Наташа, е с руски и полски корени. Бащата на Катерина е музикален продуцент. Дядо ѝ е бил посланик на ООН, служейки 40 години в Холандия, Швеция, Румъния и Кения.
Родителите ѝ се развеждат, когато тя е на пет години. Има полубрат, Яков, роден в Тел Авив, Израел. Кет е с еврейска религия и учи в училище „Hebrew“.

## Кариера

### Реклами и танци
Греъм започва кариерата си на шестгодишна възраст в развлекателната индустрия. През следващите осем години се появява в различни реклами, включително за Барби, Mart, Pop-Tarts и Едисън. На 15 години е забелязана от Фатима Робинсън и е помолена да бъде една от танцьорките за Lil' Bow Wow.
На 17 години Катерина участва в национална маркетингова кампания за реклама на безалкохолната напитка Fanta. Греъм се появява като член на „Fantanas“, позната като Капри или Ягода. Тя се появява в различни музикални клипове, които включват „Lonely“, „Dip It Low“, „Somebody to Love“, „What If“, „Used to Love U“, „Why I Love You“, „B.U.D.D.Y.“, „Just A Dream“, „Looking for Love“.

### Телевизия и филми
През 2002 актрисата прави дебюта си в шоуто на Дисни „Лизи Макгуайър“. Появява се и в различни тв предавания, като От Местопрестъплението, Ориндж Каунти, Малкълм, Джоан от Аркадия, Grounded For Life and Greek. През 2008 се появява в три епизода на сериала „Хана Монтана“, където играе ролята на приятелка на Джаксън Стюарт. Греъм участва във филмите Отново на 17 и Съквартирантът. През декември 2008 Катерина започва снимките на фантастиката Boogie Town в Лос Анджелис. Заснемането на филма е прекратено през същия месец поради проблеми с финансирането на проекта. През април 2009 снимките на продукцията са спрени поради конфликт между някои членове от актьорския състав. Кет се снима във филм, в който се провеждат танцови битки. Тя е в ролята на Ингрид. Очаква се премиерата да е през октомври 2011, но е издаден през юни 2009.
През март 2009 участва в свръхестествения сериал „Дневниците на вампира“. Играе ролята на Бони Бенет, вещица. Премиерата на сериите е на 10 септември 2009 с 4,91 милиона зрители. През май 2012 сериалът е подновен за четвърти сезон. През 2011 Греъм печели наградата Scene Stealer Female по време на наградите Teen Choice за ролята си на Бони Бенет. През август 2010 Катерина е включена във филма Хъни 2. Той е продължение на първата част през 2003. Филмът излиза в определени страни и печели 8 милиона долара в световен мащаб. През юни 2011 филмът е издаден и получава отрицателни отзиви, но въпреки това Греъм е похвалена. През същата година участва във филма Dance Fu.

### Музика
През 2002 Катерина пише песен, озаглавена „Derailed“. Песента е включена във филм със същото заглавие. През 2006 започва кариера на музикант. Греъм прави почивка през 2007, когато е включена в песен на рапъра Уил Ай Ем. През април 2010 песента „My Boyfriends Back“ излиза в YouTube и има над 1 милион гледания.
През октомври 2010 Греъм издава своя дебютен сингъл „Sassy“. Очаква се и музикален клип към песента през същия месец, но той не се получава добре и е отказан. След това тя продължава да прави кавъри на различни песни.
Катерина участва в песента „Only Happy When It Rains“ за саундтрака на „Дневниците на вампира“. Премиерата на песента е през декември 2010 в епизода, озаглавен „Жертвоприношението“. През март 2011 Кет издава друг сингъл „I Want It All“. Видеото на песента е през май 2011.
През февруари 2012 Греъм подписва договор с A&M Octone Records, който е записан като неин пръв лейбъл. През март 2012 издава песента „Put Your Graffiti On Me“. Тя получава положителни отзиви от критиците. Официалната премиера на видеото към песента е през същия месец, на 19 октомври 2012, и има около 5 милиона гледания. Песента достига номер 5 в US Billboard Hot Dance Club Songs. На 29 май Греъм изпълнява парчето в Шоуто на Елън. Това е записано като първото ѝ музикално изпълнение в телевизията. На същия ден издава първия си албум „EP“, който дебютира под номер 54 в iTunes Music Album. Катерина е в процес на записване на дебютния си албум. Вторият сингъл от „EP“ е озаглавен „Wanna Say“. Видеото към песента е режисирано от Бени Бум и продуцирано от London Alley. Тя също се появява в песента „Dog Day Afternoon“.
На 25 юни 2013 Кет дава възможност на пет фена да издадат името на новия ѝ сингъл в Туитър. Премиерата на „Power“ е на следващия ден. Песента е първият сингъл от новия ѝ албум. Катерина издава още един сингъл „1991“ на 10 март 2015.

## Личен живот
Катерина говори английски, испански, френски, малко еврейски и португалски език.
Греъм започва да се среща с Котрел Гидри през 2008 и се сгодява за него на 28 октомври 2012. Те развалят годежа си и се разделят на 12 декември 2014.

## Влияния
Катерина се е повлияла от Тупак Шакур, Марая Кери, Дженифър Лопес, Шакира, Риана, Нели Фуртадо, както и от Дестинис Чайлд, Бийтълс и Спайс Гърлс.

## Филмография

### Филми
| Година | Заглавие                | Роля           |
| ------ | ----------------------- | -------------- |
| 1998   | The Parent Trap         | Джаки          |
| 2004   | Johnson Family Vacation | танцьорка      |
| 2007   | Hell on Earth           | Фелисия        |
| 2008   | Our First Christmas     | Берни          |
| 2009   | 17 Again                | Джейми         |
| 2011   | The Roommate            | Ким Джонсън    |
| 2011   | Honey 2                 | Мария Размирез |
| 2011   | Dance Fu                | Чака Лавбел    |
| 2012   | Bleachers               | Мелъни         |
| 2014   | Addicted                | Даймънд        |

### Телевизия
| Година        | Заглавие                       | Роля           |
| ------------- | ------------------------------ | -------------- |
| 2002          | Lizzie McGuire                 | член номер 2   |
| 2003          | Strong Medicine                | Ашли Колинс    |
| 2003          | Malcolm in the Middle          | актриса        |
| 2004          | Joan of Arcadia                | Анджела        |
| 2004          | Like Family                    | момиче         |
| 2004          | Grounded for Life              | Лаура          |
| 2006          | The O.C.                       | Ким            |
| 2006          | CSI: Crime Scene Investigation | Тиша           |
| 2007          | Greek                          | танцьорка      |
| 2008          | Hannah Montana                 | Алисън         |
| 2009-настояще | The Vampire Diaries            | Бони Бенет     |
| 2012          | Ridiculousness                 | себе си        |
| 2012          | Oh Sit!                        | себе си        |
| 2013          | The Show with Vinny            | себе си        |
| 2014          | Whose Line Is It Anyway?       | себе си        |
| 2015          | Stalker                        | Кристин Харпър |

## Дискография

### Студийни албуми
| Заглавие      | Година                                                                                    | Позиция в класация |
| ------------- | ----------------------------------------------------------------------------------------- | ------------------ |
| Roxbury Drive | - Издаден: 25 септември 2015 - Лейбъл: Sound Zoo Records - Формати: CD, дигитално сваляне | —                  |

### Разширени записи
| Заглавие         | Година                                                                                     | Позиция в класация |
| ---------------- | ------------------------------------------------------------------------------------------ | ------------------ |
| Remixes          | - Издаден: 26 юли 2011 - Лейбъл: Perezcious Records - Формати: безплатно дигитално сваляне | —                  |
| Against the Wall | - Издаден: 29 май 2012 - Лейбъл: A&M/Octone Records - Формати: CD, дигитално сваляне       | 4 (US)             |

### Сингли като водещ артист
| Година | Заглавие                            | Албум                 | Позиция в класация |
| ------ | ----------------------------------- | --------------------- | ------------------ |
| 2010   | „I Want It All“                     | не е включена в албум | —                  |
| 2010   | „Sassy“                             | не е включена в албум | —–                 |
| 2010   | „Cold Hearted Snake“                | не е включена в албум | —                  |
| 2012   | „Put Your Graffiti on Me“           | Against the Wall      | 5 (US)             |
| 2012   | „Wanna Say“                         | Against the Wall      | 25 (US)            |
| 2013   | „Power“                             | не е включена в албум | —                  |
| 2015   | „1991“                              | Roxbury Drive         | —                  |
| 2015   | „Secrets“ (с участието на Babyface) | Roxbury Drive         | —                  |

### Сингли като партниращ си артист
| Година | Заглавие                                                                     | Албум             | Позиция в класация |
| ------ | ---------------------------------------------------------------------------- | ----------------- | ------------------ |
| 2007   | „I Got It from My Mama“ Will.I.Am (с участието на vocals by Graham)          | Songs About Girls | 31 (US) 38 (UK)    |
| 2007   | „One More Chance“ Will.I.Am (с участието на vocals by Graham)                | Songs About Girls | 97                 |
| 2007   | „The Donque Song“ Will.I.Am (с участието на Snoop Dogg and vocals by Graham) | Songs About Girls | —                  |
| 2012   | „Dog Day Afternoon“ Ras Kass (с участието на Kat Graham and Dirt Nasty)      | Spit No Evil      | —                  |

### Музикални клипове като водещ артист
| Година | Заглавие                  |
| ------ | ------------------------- |
| 2009   | „Boom Kat“                |
| 2009   | „My Boyfriend's Back“     |
| 2010   | „I Want It All“           |
| 2010   | „Sassy“                   |
| 2010   | „Cold Hearted Snake“      |
| 2012   | „Put Your Graffiti on Me“ |
| 2013   | „Wanna Say“               |
| 2013   | „Power“                   |
| 2015   | „1991“                    |
| 2015   | „Secrets“                 |

### Музикални клипове като партниращ артист
| Година | Заглавие                   |
| ------ | -------------------------- |
| 2002   | „Slacker“                  |
| 2002   | „Why I Love You“           |
| 2003   | „Wanna B Where U R“        |
| 2003   | „No L.O.V.E.“              |
| 2003   | „Salt Shaker“              |
| 2003   | „The Way I Am“             |
| 2004   | „Used to Love U“           |
| 2005   | „Lonely“                   |
| 2005   | „What If“                  |
| 2006   | „What You Want“            |
| 2007   | „B.U.D.D.Y.“               |
| 2008   | „One More Chance“          |
| 2008   | „Siempre Ausente“          |
| 2010   | „Somebody to Love (Remix)“ |
| 2010   | „Just a Dream“             |
| 2011   | „Looking for Love“         |
| 2011   | „Broken Down“              |
| 2011   | „Black and Jewish“         |
| 2014   | „Really Don't Care“        |

## Турнета
- The Fantanas (2004 – 2006)
- The Black Eyed Peas Black Blue & You Tour (2007)
- The Vampire Diaries Tour – Q&A With The Cast (2010)
- 2012 National Promo Tour (2012)

## Награди и номинации
| Година | Категория                                   | Проект                        | Резултат   |
| ------ | ------------------------------------------- | ----------------------------- | ---------- |
| 2010   | Scene Stealer Female                        | The Vampire Diaries           | Номинирана |
| 2011   | Scene Stealer Female                        | The Vampire Diaries           | Печели     |
| 2011   | Rockin' Actress (TV)                        | The Vampire Diaries           | Номинирана |
| 2012   | Actress Fantasy/Sci-Fi                      | The Vampire Diaries           | Номинирана |
| 2013   | Actress Fantasy/Sci-Fi                      | The Vampire Diaries           | Номинирана |
| 2014   | Actress Fantasy/Sci-Fi                      | The Vampire Diaries           | Номинирана |
| 2014   | Creative Award                              | Contributions in the industry | Печели     |
| 2015   | MTV Ship of The Year (with Ian Somerhalder) | The Vampire Diaries           | Номинирана |
| 2015   | Choice TV: Chemistry (with Ian Somerhalder) | The Vampire Diaries           | Номинирана |
| 2015   | Choice TV: Scene Stealer                    | The Vampire Diaries           | Номинирана |